# La banda dei fantasmi
La banda dei fantasmi (Remote Control) è un film del 1930 diretto da Nick Grinde, Malcolm St. Clair e, non accreditato, Edward Sedgwick. Sedgwick fu anche produttore del film che aveva come interpreti William Haines, Charles King, Mary Doran, John Miljan, Polly Moran.

## Produzione
Il film fu prodotto da Edward Sedgwick come An Edward Sedgwick Production per la Metro-Goldwyn-Mayer (MGM). La direzione del sonoro fu firmata da Douglas Shearer.
Venne girato nei Metro-Goldwyn-Mayer Studios, al 10202 di W. Washington Blvd. di Culver City.

## Distribuzione
Distribuito dalla Metro-Goldwyn-Mayer (MGM), il film uscì nelle sale cinematografiche statunitensi il 15 novembre 1930.